# 헤롤드 옥켄가
헤롤드 존 옥켄가(Harold John Ockenga, 1905년 6월 6일 - 1985년 2월 8일)는 풀러 신학교 및 고든 콘웰신학교의 설립학장이었다. 그는 분명한 언어 구사력과 훌륭한 학식을 지닌 학자로 학문의 탁월성을 강조하며 특히 복음주의를 이끌어 가던 학자로서 사회 전반의 문화와 소통하면서 비판적인 사고와 사회 참여에 관심을 가졌다.
1927년에 태일러 대학교를 졸업한 후에 프린스턴 신학교에 학생으로 등록했지만 그곳에서 신학 공부를 마치지는 못했습니다. 1920년대 기독교가 직면한 '근본주의-근대주의 논쟁' 속에서 그와 많은 보수적인 학우들은 1929년 필라델피아에 웨스트민스터 신학교를 설립하기 위해 프린스턴을 탈퇴한 J. 그레샴 매헨, 로버트 딕 윌슨, 코넬리우스 반 틸과 같은 교수진들을 따라 프린스턴 신학교를 떠나서 1930년 웨스트민스터 신학교를 졸업하였다. 피츠버그 대학교에서 PhD를 1939년에 받았다. 보스톤의 역사가 깊은 파크 스트리트 교회의 담임목사로 사역하기도 하였다.